# Ordenha

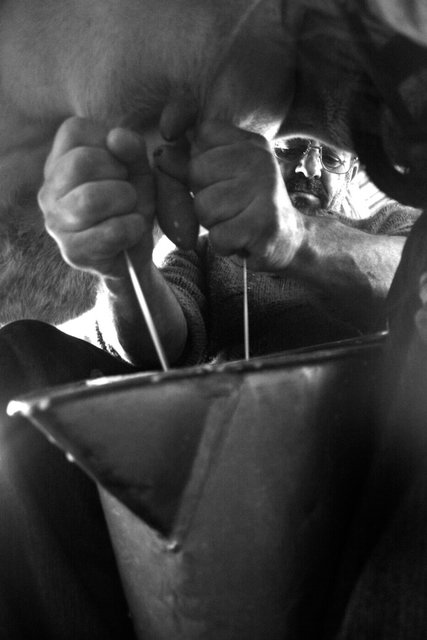
Ordenha manual

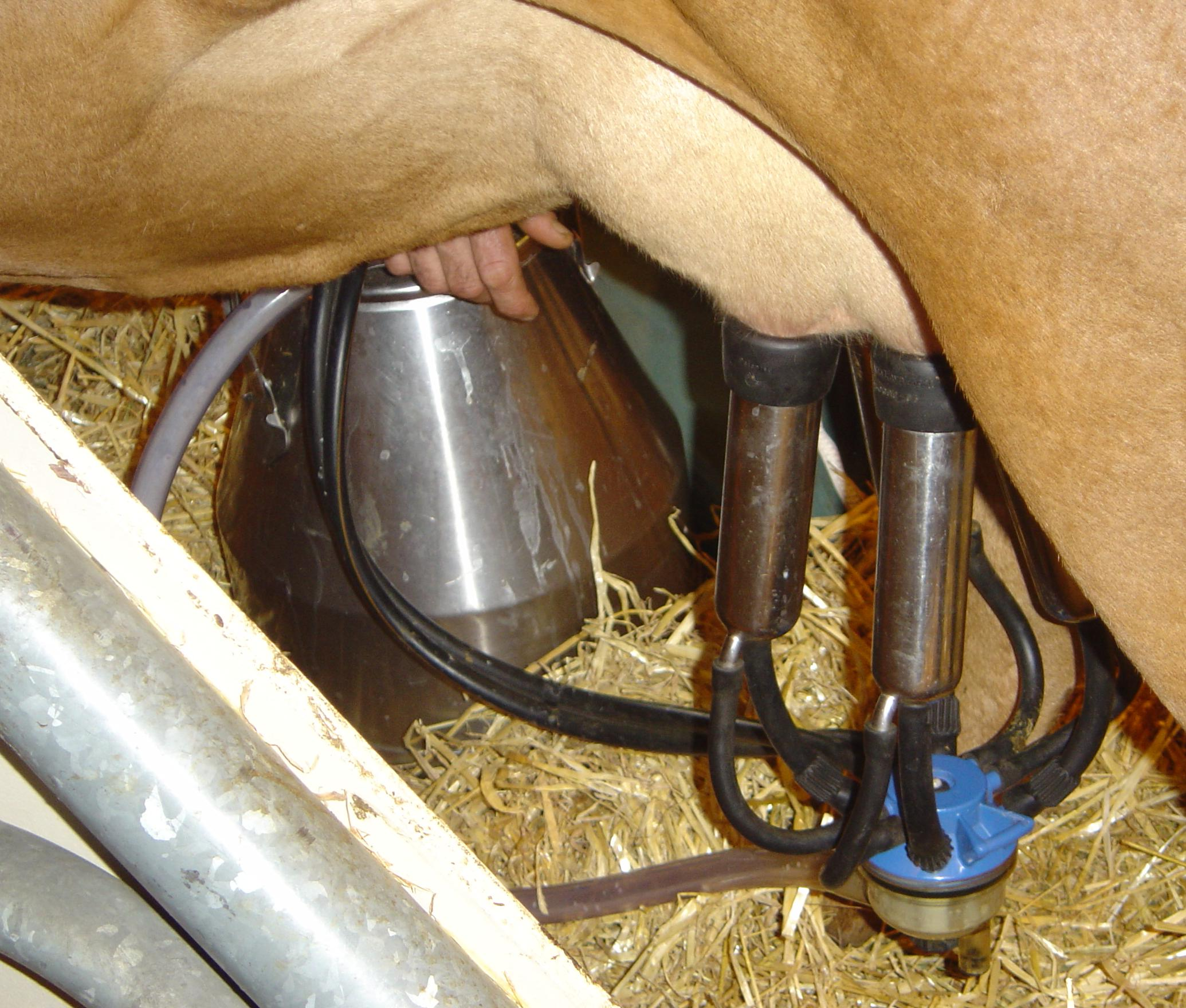
Ordenhadeira mecânica que funciona mediante sucção a vácuo. Note-se que as bombas de sucção chegam até a parte superior das tetas para evitar que o leite saia do recipiente metálico ou que haja dano às tetas.

A ordenha significa colocar o leite, ou seja, é o lucro da atividade leiteira. Esse ato deve ser feito sem paradas, com os tetos limpos e secos em um ambiente asseado, tranquilo, sem umidade e longe de outros animais. 
As técnicas de ordenha são basicamente duas:
- Manual: É preciso limpar o úbere do animal de maneira asética (isto é, com um sabão especial e usando sempre água potável) para evitar contaminar o animal com mastite. Depois, o ordenhador sempre deve mirar diretamente o ventre da vaca, posicionar a mão direita numa teta do úbere, enquanto com a esquerda se agarra outros, no mesmo plano da mão, mas, no plano posterior do úbere, e depois inverter constantemente. Isto significa que cada mão ordenha um par de tetas, enquanto uma agarra o anterior de um par, a outra tira o posterior de outro par.
- Mecânica: Utiliza uma bomba de sucção que ordenha à vaca na mesmo ordem da ordenha manual. Extrai o leite a vácuo. A diferencia reside em que o faz em menos tempo e sem risco de causar dano ao tecido do úbere. Emprega-se nas indústrias e em algumas granjas onde o gado leiteiro é muito grande. As bombas de sucção devem ser limpas com uma solução de iodo a 4%.

Ao realizar a ordenha, sempre devem realizar-se quatro tarefas:
1. Desinfecção da teta : a teta deve ser limpa com oleo corrente e de boa qualidade e preferencialmente tratada com hipoclorito de sódio.
2. Testes clínicos Isto se realiza com uma caneca telada com fundo preto. Os três primeiros jatos de cada teta deve ser descartado e mais três jatos serão lançados leite sobre caneca, deve-se observar se o leite depositado sobre a caneca forma glumos, pois a presença deles pode ser sinal de que o animal apresenta quadro de mastite. Outra forma de diagnosticar a mastite é através do exame CMT (California Mastite Test) ou teste da raquete. O diagnóstico é feito com uma raquete que é fabricada com quatro compartimentos um para cada teto, onde vai a solução CMT e o procedimento de coleta da amostra é realizado da mesma forma da caneca, e o leite na presença da solução CMT irá reagir com o leite e quando este estiver quadros de mastite ele ficará com aspecto de gel ou até formação de glumos dependendo do quadro de mastite, e o aspecto será comparado com a tabela padrão que vem acompanhado da solução CMT.
3. Secar a teta: Deve ser realizada com toalha lavável, a fim de evitar o prejuízo para o produtor, pois assim você apenas lava a toalha e reutiliza.
4. Cuidado pós ordenha: Após a ordenha os tetos devem ser desinfectados com solução de iodo glicerinado esta solução é para fechar o duto lactífero. Desta forma se evita que a teta se infecte. Após a ordenha a fêmea deve ser mantida de pé no mínimo por uma hora, para evitar contaminações com o solo, uma vez que, os dutos ainda se encontram abertos. Para se conseguir manter as fêmeas em pé, são oferecidos alimentos de boa qualidade após a ordenha.